# Liste der Bodendenkmäler in Biberbach (Schwaben)
Auf dieser Seite sind die Bodendenkmäler in dem schwäbischen Markt Biberbach zusammengestellt. Diese Tabelle ist eine Teilliste der Liste der Bodendenkmäler in Bayern. Grundlage ist die Bayerische Denkmalliste, die auf Basis des Bayerischen Denkmalschutzgesetzes vom 1. Oktober 1973 erstmals erstellt wurde und seither durch das Bayerische Landesamt für Denkmalpflege geführt wird. Die folgenden Angaben ersetzen nicht die rechtsverbindliche Auskunft der Denkmalschutzbehörde.

## Bodendenkmäler in Biberbach

### Bodendenkmäler in der Gemarkung Achsheim
| Lage                | Objekt                                                                           | Akten-Nr.     | Bild |
| ------------------- | -------------------------------------------------------------------------------- | ------------- | ---- |
| Achsheim (Standort) | Trichtergruben vor- und frühgeschichtlicher oder mittelalterlicher Zeitstellung. | D-7-7430-0280 |      |
| Achsheim (Standort) | Siedlung der römischen Kaiserzeit und des Mittelalters.                          | D-7-7531-0143 |      |

### Bodendenkmäler in der Gemarkung Affaltern
| Lage                 | Objekt | Akten-Nr.     | Bild |
| -------------------- | --- | ------------- | ---- |
| Affaltern (Standort) | Mittelalterliche und frühneuzeitliche Befunde im Bereich der katholischen Pfarrkirche St. Sebastian in Affaltern und ihrer Vorgängerbauten.            | D-7-7530-0132 |      |
| Affaltern (Standort) | Mittelalterliche und frühneuzeitliche Befunde im Bereich der abgegangenen ehemalige Kloster- bzw. Pfarrkirche St. Johannes der Täufer in Salmanshofen. | D-7-7530-0151 |      |

### Bodendenkmäler in der Gemarkung Biberbach
| Lage                 | Objekt | Akten-Nr.     | Bild |
| -------------------- | --- | ------------- | ---- |
| Biberbach (Standort) | Viereckschanze der jüngeren Latènezeit.                                                                         | D-7-7430-0059 |      |
| Biberbach (Standort) | Grabhügel vorgeschichtlicher Zeitstellung.                                                                      | D-7-7430-0060 |      |
| Biberbach (Standort) | Grabhügel vorgeschichtlicher Zeitstellung.                                                                      | D-7-7430-0061 |      |
| Biberbach (Standort) | Siedlung vor- und frühgeschichtlicher Zeitstellung.                                                             | D-7-7430-0258 |      |
| Biberbach (Standort) | Siedlung der römischen Kaiserzeit.                                                                              | D-7-7430-0259 |      |
| Biberbach (Standort) | Mittelalterliche und frühneuzeitliche Befunde im Bereich der katholischen Pfarrkirche St. Jakobus in Biberbach. | D-7-7430-0262 |      |
| Biberbach (Standort) | Burgstall des Mittelalters.                                                                                     | D-7-7430-0263 |      |
| Biberbach (Standort) | Grabhügel vorgeschichtlicher Zeitstellung.                                                                      | D-7-7430-0277 |      |
| Biberbach (Standort) | Rechteckiges Erdwerk vor- und frühgeschichtlicher Zeitstellung.                                                 | D-7-7430-0278 |      |

### Bodendenkmäler in der Gemarkung Eisenbrechtshofen
| Lage                         | Objekt | Akten-Nr.     | Bild |
| ---------------------------- | --- | ------------- | ---- |
| Eisenbrechtshofen (Standort) | Siedlung vor- und frühgeschichtlicher Zeitstellung.                                                                        | D-7-7430-0075 |      |
| Eisenbrechtshofen (Standort) | Siedlung vor- und frühgeschichtlicher Zeitstellung.                                                                        | D-7-7430-0076 |      |
| Eisenbrechtshofen (Standort) | Mittelalterliche und frühneuzeitliche Befunde im Bereich der abgegangenen Filialkirche St. Stephanus in Eisenbrechtshofen. | D-7-7430-0266 |      |
| Eisenbrechtshofen (Standort) | Grabhügel vorgeschichtlicher Zeitstellung.                                                                                 | D-7-7430-0276 |      |
| Eisenbrechtshofen (Standort) | Gräber der Bronzezeit und Siedlung vor- und frühgeschichtlicher Zeitstellung.                                              | D-7-7431-0136 |      |

### Bodendenkmäler in der Gemarkung Erlingen
| Lage                | Objekt | Akten-Nr.     | Bild |
| ------------------- | --- | ------------- | ---- |
| Erlingen (Standort) | Siedlung des Neolithikums, der Bronzezeit, der Urnenfelderzeit, der Hallstattzeit, der Latènezeit, der mittleren römischen Kaiserzeit und des Mittelalters sowie Brandgräber der Urnenfelderzeit. | D-7-7431-0194 |      |

### Bodendenkmäler in der Gemarkung Feigenhofen
| Lage                   | Objekt | Akten-Nr.     | Bild |
| ---------------------- | --- | ------------- | ---- |
| Feigenhofen (Standort) | Mittelalterliche und frühneuzeitliche Befunde im Bereich der katholischen Filialkirche St. Petrus in Feigenhofen. | D-7-7530-0086 |      |

### Bodendenkmäler in der Gemarkung Langweid a.Lech
| Lage                       | Objekt                                          | Akten-Nr.     | Bild |
| -------------------------- | ----------------------------------------------- | ------------- | ---- |
| Langweid a.Lech (Standort) | Straßentrasse frühgeschichtlicher Zeitstellung. | D-7-7531-0261 |      |

### Bodendenkmäler in der Gemarkung Markt
| Lage             | Objekt | Akten-Nr.     | Bild |
| ---------------- | --- | ------------- | ---- |
| Markt (Standort) | Grabhügel vorgeschichtlicher Zeitstellung.                                                                        | D-7-7430-0055 |      |
| Markt (Standort) | Gräber der Glockenbecherkultur und Siedlung der Bronzezeit.                                                       | D-7-7430-0080 |      |
| Markt (Standort) | Mittelalterliche und frühneuzeitliche Befunde im Bereich der ehemalige Burg und des späteren Schlosses von Markt. | D-7-7430-0082 |      |
| Markt (Standort) | Grabhügel vorgeschichtlicher Zeitstellung.                                                                        | D-7-7430-0100 |      |

### Bodendenkmäler in der Gemarkung Osterbuch
| Lage                 | Objekt                                                    | Akten-Nr.     | Bild |
| -------------------- | --------------------------------------------------------- | ------------- | ---- |
| Osterbuch (Standort) | Trichtergruben vor- und frühgeschichtlicher Zeitstellung. | D-7-7530-0114 |      |